# La vida de Klim Samgin
La vida de Klim Samguín (en ruso: Жизнь Клима Самгина) es una película para la televisión, dividida en catorce partes, del director de cine Víktor Titov, basada en la novela Klim Samguín de Máximo Gorki. La serie se estrenó en televisión en marzo-abril de 1988.

## Argumento
La película describe la vida del revolucionario ruso Klim Samguín glorificando la vida rusa desde 1877 hasta 1917.

## Reparto
| Actor               | Personaje                                                         |
| ------------------- | ----------------------------------------------------------------- |
| Andréi Rudenski     | Klim Ivánovich Samguín                                            |
| Leonid Gorelik      | Klim Samguín (en la infancia)                                     |
| Elena Solovéi       | Vera Petrovna, madre de Klim                                      |
| Ernst Romanov       | Ivan Akimovich Samguín, padre de Klim                             |
| Armén Dzhigarjanián | Timoféi Stepánovich Varavka, padrastro de Klim                    |
| Serguéi Koltakov    | Dr. Konstantín Makárov                                            |
| Svetlana Kriuchkova | Lyubov Sómova                                                     |
| Mijaíl Gluzsky      | Yákov Akímovich Samguín, tío de Klim                              |
| Natalia Gundareva   | Marina Petrovna Zótova (Premirova)                                |
| Andréi Boltnev      | Gendarme Coronel Popov                                            |
| Larisa Guzeeva      | Elizaveta Spivak                                                  |
| Yevgeniya Glushenko | María Ivánovna Nikonova                                           |
| Alexander Kalyagin  | Ivan Mitrofanov/Yakov Kotelnikov, un agente de la policía secreta |
| Ígor Vladimirov     | Andrey Sergeyevich Prozorov                                       |
| Serguéi Makovetski  | Dmitri Samguín, hermano de Klim                                   |
| Andréi Kharitonov   | Igor Turoboev                                                     |
| Victor Kostetskiy   | Gueorgui Gapón                                                    |
| Valentín Gaft       | Valeri Trífonov                                                   |
| Vladímir Soshalski  | Valentin Bezbedov                                                 |
| Vsevolod Shilovsky  | Zahar Petrovich Berdnikov                                         |
| Alekséi Loktev      | Grigory Popov                                                     |
| Irina Rozanova      | Tosya                                                             |
| Liubov Sokolova     | Anfimovna                                                         |
| Victor Bychkov      | Apicultor                                                         |
| Irina Kupchenko     | la señora en la recepción del abogado                             |
| Aleksandr Galibin   | Diomidov; Nicolás II de Rusia                                     |

## Episodios
| Episodio | Título                          | Tiempo de acción | Lugar de acción           | Eventos principales |
| -------- | ------------------------------- | ---------------- | ------------------------- | --- |
| 1        | Детство (Infancia)              | 1877 - 1893      | Ciudad natal de Klim      | El nacimiento de liberales intelectuales en la familia. Adolescencia. La muerte de Borís Varavki. |
| 2        | Юность (Juventud)               | 1894             | Ciudad natal de Klim      | Estudiando en la escuela secundaria. La primera experiencia sexual con la costurera Margarita Vagánova. |
| 3        | Петербург (San Petersburgo)     | 1895             | San Petersburgo           | Estudios en la Universidad de San Petersburgo. Un breve romance con Serafima Nejáeva. |
| 4        | Провинция (Provincia)           | 1896             | Ciudad natal de Klim      | Viaje de corto plazo a casa. Encuentro con el comerciante Vladímir Lútov. Muerte del campesino durante la elevación de la campana. |
| 5        | Москва (Moscú)                  | 1896             | Moscú                     | Multitudes en Liútov. Encuentro con Nicolás II. Desastre de Jodynka, durante el cual varios de los amigos de Klim mueren. |
| 6        | Перед выбором (Antes de elegir) | 1897 - 1899      | Moscú                     | Compromiso con Varvara Antípova. Ayuda al marxista Kutúzov. Segunda búsqueda y arresto. Klim se niega a cooperar con los gendarmes. |
| 7        | Одиночество (Soledad)           | 1902             | Moscú, provincia          | Prácticas de abogacía. Escena de la revuelta campesina. Convergencia con el invitado Mitrofanov. Conexión con Maria Nikonova. Traición de la esposa. |
| 8        | Воскресение (Resurrección)      | 1904 - 1905      | San Petersburgo           | Domingo Sangriento |
| 9        | Восстание (Rebelión)            | 1905             | Moscú                     | Segundo arresto. Colisión con los Cien negros durante el funeral de Turoboev. El comienzo del levantamiento en Moscú . |
| 10       | Баррикада (Barricada)           | 1905             | Moscú                     | Cerca de la casa del Klim se erige una barricada. Al contrario de su deseo, Samguín ayuda a sus defensores. |
| 11       | Радение (Adoración)             | 1906 - 1908      | Rusgorod                  | Marina Zótova invita a Klim como abogado. Resulta que ella es el timonel de la "nave" sectaria. |
| 12       | За границей (En el exterior)    | 1909 - 1912      | Ginebra, París, Londres   | Reunión con la madre. Suicidio de Lyútov. Intento de los competidores Zótova para sobornar Klim. Conocimiento de la creatividad de Bosch; en la imagen representada en la pintura La tentación de San Antonio, un santo rodeado de monstruos, se ve a sí mismo. |
| 13       | Зрелость (Madurez)              | 1912 - 1913      | Rusgorod, San Petersburgo | La investigación del asesinato de Zótova. Muerte y funeral de la esposa. El comienzo de la práctica de abogado en San Petersburgo. |
| 14       | Распад (Desintegración)         | 1914 - 1917      | San Petersburgo, frente   | Multitudes en el abogado jurado Prozorov. Una novela con su esposa Elena. La Primera Guerra Mundial. La revolución de febrero . |

## Premios
- Diploma de honor «Мансьон спесиаль» pare el 4º episodio de la serie "Provincia. 1886", en el Festival Internacional de Cine en Monte Carlo (1989).
- Premios profesionales del estudio de cine Lenfilm en 1988, al artista Yuri Pugach (1989).